# De la petite taupe qui voulait savoir qui lui avait fait sur la tête
 (juillet 2025).
 (juillet 2025).
De la petite taupe qui voulait savoir qui lui avait fait sur la tête (allemand : Vom kleinen Maulwurf, der wissen wollte, wer ihm auf den Kopf gemacht hat) est un livre pour enfants de l'auteur allemand Werner Holzwarth (en) et Wolf Erlbruch. Le livre a été publié pour la première fois par Peter Hammer Verlag (de) en 1989 ; il a rapidement été traduit et est devenu un succès international.

## Résumé
Une taupe qui vient de sortir de son trou reçoit une crotte sur la tête par un animal non identifié ; elle se lance alors dans une quête pour retrouver le coupable. La taupe accuse d'abord un pigeon, qui dépose une crotte devant elle pour lui prouver son innocence. Tour à tour, la taupe continue ses accusations envers un cheval, un lièvre, une chèvre, une vache et un cochon, qui utilisent la même stratégie que le pigeon pour s'innocenter. C'est finalement avec l'aide de mouches, expertes en la matière, que la taupe fini par identifier le véritable coupable : Jean-Henri, le chien du boucher (Hans-Heinerich dans la version original en allemand). La taupe se venge en déposant sa crotte sur la tête du chien et retourne satisfaite dans sa taupinière.